# Dactylorhiza fuchsii
La Flor del cuco fucsia o  Dactylorhiza fuchsii  (Druce) Soó 1962 es una especie de orquídeas, del género Dactylorhiza, de la subfamilia Orchidoideae de la familia Orchidaceae estrechamente relacionadas con el género Orchis. Se distribuye por toda Europa. Son de hábitos terrestres y tienen tubérculos.

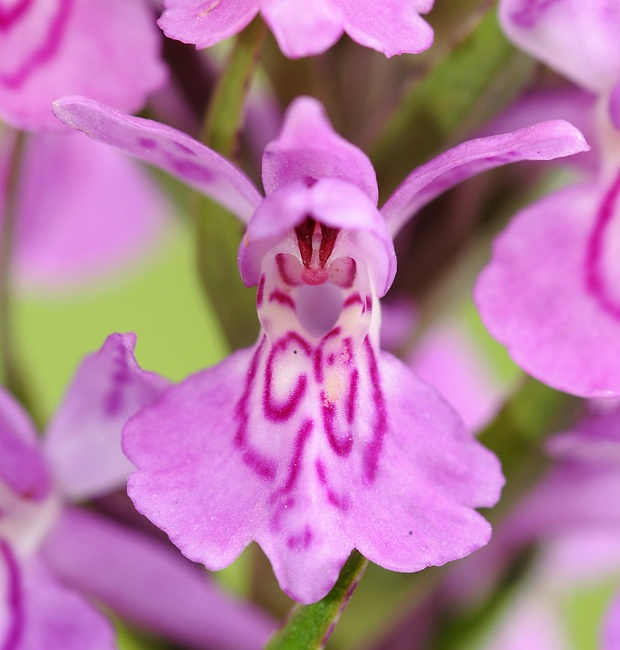
Flor

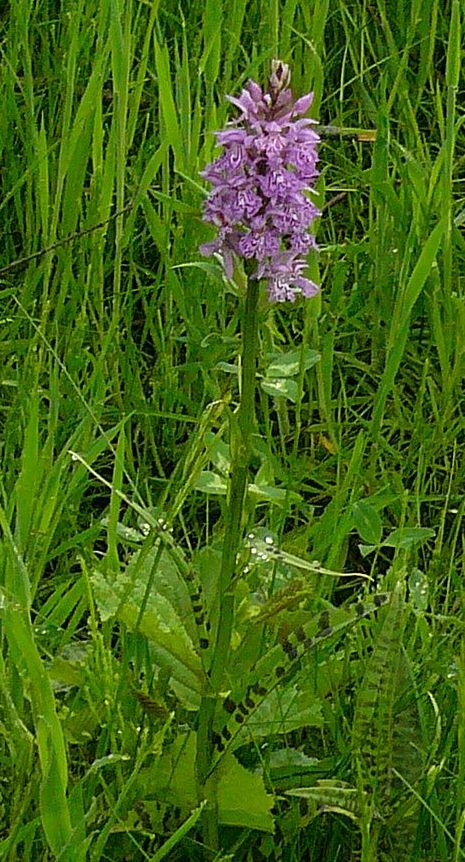
Vista de la planta

## Hábitat
Estas orquídeas se encuentran distribuidas a lo largo de la zona subartica y la parte templada del hemisferio Norte : en Europa, desde Escandinavia al Norte de África.

## Descripción
Estas orquídeas terrestres se desarrollan en suelos básicos y prados húmedos, linderos de bosques y en áreas donde la arboleda está clareando. Tienen tubérculos geófitos. En estos gruesos tallos subterráneos pueden almacenar gran cantidad de agua, que les permitan sobrevivir en condiciones de sequía. 
Poseen de 7 a 12 grandes hojas de oblongo-ovoides a elíptico-lanceoladas, moteadas de color púrpura. Desarrollan un tallo largo que alcanza una altura de 70-90 cm. Las hojas de la parte superior son más pequeñas que las hojas más bajas del tallo. 
Florecen en la primavera tardía o en principios de verano. La inflorescencia, cilíndrica, comparada con la longitud de la planta es más bien corta. Siendo un racimo compacto con unas 25-50 flores. Estas se desarrollan a partir de unos capullos axilares. Los colores predominantes son gradaciones de azul, moteados con manchas más oscuras. 
Su sistema de polinización normalmente entomógamo, pero al estar desprovistas de néctar tienen que recurrir al mismo mecanismo de atracción que presentan otras orquídeas, como es el caso del género Orchis, que para atraer a los polinizadores las flores tienen que adquirir la apariencia de flores nectaríferas.

## Taxonomía
Dactylorhiza fuchsii fue descrita por (Druce) Soó y publicado en Nom. Nova Gen. Dactylorhiza 8. 1962.
Etimología
Dactylorhiza: nombre genérico que procede de las palabras griegas: δάκτυλος daktylos (dedo) y  ρίζα rhiza (raíz). Esto es por la forma de los dos  tubérculos subterráneos que caracteriza a las especies del género.
fuchsii: epíteto otorgado en honor del botánico alemán Leonhart Fuchs
Variedades aceptadas

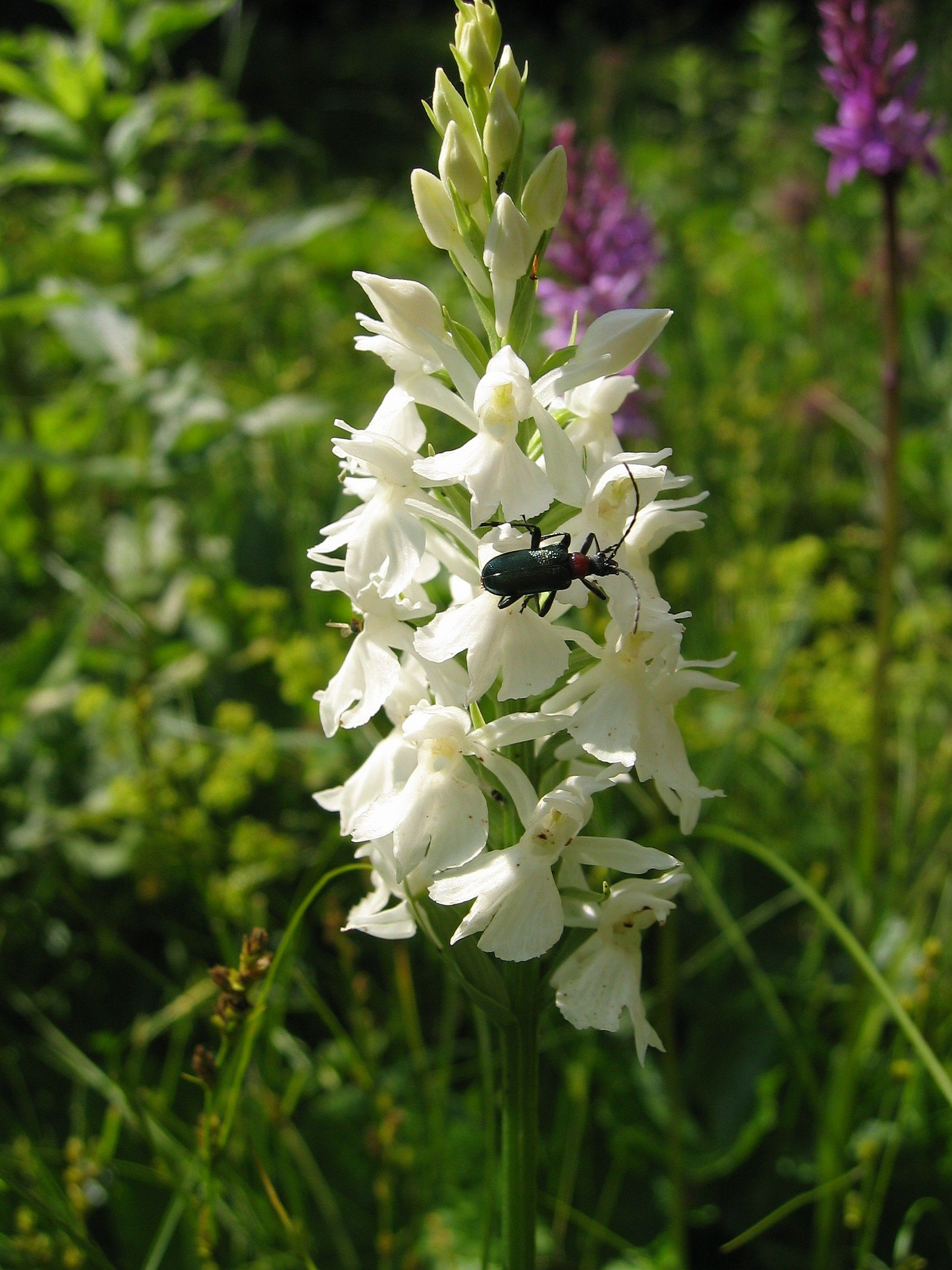
Dactylorhiza fuchsii var. alba.

- - Dactylorhiza fuchsii subsp. carpatica (Batousek & Kreutz) Kreutz
  - Dactylorhiza fuchsii subsp. hebridensis (W. Europa)
  - Dactylorhiza fuchsii subsp. okellyi (Irlanda, W. Gran Bretaña)
  - Dactylorhiza fuchsii subsp. psychrophila (Europa a Siberia)
  - Dactylorhiza fuchsii subsp. sooana (Borsos) Kreutz (Hungría)

Sinonimia
- Dactylorchis fuchsii (Druce) Verm.
- Dactylorchis maculata subsp. fuchsii (Druce) Hyl.
- Dactylorhiza andoeyana Perko
- Dactylorhiza longibracteata (F.W.Schmidt) Holub
- Dactylorhiza maculata subsp. fuchsii (Druce) Hyl.
- Dactylorhiza maculata subsp. meyeri (Rchb.f.) Tournay
- Dactylorhiza meyeri (Rchb.f.) Aver.
- Orchis fuchsii Druce
- Orchis longibracteata Schur
- Orchis longibracteata F.W.Schmidt
- Orchis maculata var. brachystachys E.G.Camus
- Orchis maculata var. elongata Gadeceau
- Orchis maculata var. meyeri Rchb.f.
- Orchis maculata subsp. meyeri (Rchb.f.) K.Richt.
- Orchis maculata f. minor Zapal.
- Orchis maculata var. nesogenes Briq.
- Orchis maculata f. paluster E.G.Camus
- Orchis maculata var. slandzinskii Zapal.
- Orchis maculata var. submontana Zapal.
- Orchis maculata var. triloba E.G.Camus
- Orchis maculata var. trilobata Bréb.
- Orchis maculata f. trilobata (Bréb.) Soó
- Orchis mascula var. triloba Bréb.
- Orchis nesogenes (Briq.) Rouy[2][3]

Híbridos de Dactylorhiza fuchsii;
- Dactylorhiza × braunii (D. fuchsii × D. majalis) (Europa) 
  - Dactylorhiza × braunii nothosubsp. braunii (Europa). Tubérculo geófito
  - Dactylorhiza × braunii nothosubsp. lilacina (D fuchsii × D. majalis subsp. turfosa) (EC. Europa) Tubérculo geófito
  - Dactylorhiza × braunii nothosubsp. monticola (D. fuchsii subsp. psychrophila × D. majalis) (Europa) Tubérculo geófito
  - Dactylorhiza × braunii nothosubsp. smitakii (D. fuchsii subsp. sooana × D. majalis) (EC. Europa)Tubérculo geófito
- Dactylorhiza × grandis (D. fuchsii × D. praetermissa) (W. Europa)
- Dactylorhiza × juennensis (D. fuchsii × D. lapponica) (C. Europa)
- Dactylorhiza × kelleriana (D. fuchsii × D. traunsteineri) (Europa)
- Dactylorhiza × kerneriorum (D. fuchsii × D. incarnata) (Europa)
  - Dactylorhiza × kerneriorum nothosubsp. lillsundica (D. fuchsii × D. incarnata subsp. ochroleuca) (N. & W. Europa). Tubérculo geófito
- Dactylorhiza × megapolitana (D. fuchsii × D. russowii) (C. Europa)
- Dactylorhiza × mixtum (D. fuchsii × D. viridis) (W. Europa)
- Dactylorhiza × sooi (D. alpestris × D. fuchsii.) (Europa)
- Dactylorhiza × stagni-novi (D. brennensis × D. fuchsii) (Europa)
- Dactylorhiza × transiens (D. fuchsii × D. maculata subsp. ericetorum) (Europa) 
  - Dactylorhiza × transiens nothosubsp. corylensis (D. fuchsii subsp. hebridensis × D. maculata)
  - Dactylorhiza × transienssubsp. ericetorum (Europa). Tubérculo geófito
- Dactylorhiza × venusta (D. fuchsii × D. purpurella) (Europa). 
  - Dactylorhiza × venusta nothosubsp. hebridella (D. fuchsii subsp. hebridensis × D. purpurella) (Gran Bretaña). Tubérculo geófito